# Ivo Pospíšil
Ivo Pospíšil (* 14. května 1952 v Budišově) je český rusista, literární vědec, překladatel a vysokoškolský učitel, zaměřující se především na teorii a dějiny literatury, zejména románu. Mezi další jeho oblasti působení patří například literární genologie, teorie areálových studií, literární komparatistika, teorie a dějiny slovanských literatur a ruský román. Působí také jako literární kritik a publicista jak v domácích a zahraničních literárních časopisech, tak i v denním tisku. Jako překladatel se věnuje překladu z ruštiny a angličtiny, zabývá se převážně uměleckou prózou a odbornou literaturou.

## Vzdělání a profesní život
Ivo Pospíšil v roce 1970 složil maturitu na Střední všeobecně vzdělávací škole v Třebíči a v letech 1970–1975 studoval anglistiku a rusistiku na Filozofické fakultě Masarykovy univerzity v Brně (v letech 1988–1990 ještě bohemistiku). V roce 1975 získal titul PhDr. a od tohoto roku působil jako asistent na rusistice Filozofické fakulty Masarykovy univerzity, od roku 1978 do roku 1986 jako odborný asistent tamtéž. V roce 1980 získal titul CSc. a v roce 1986 se stal docentem. Od roku 1990 také působil jako člen redakční rady časopisu Československá rusistika (až do jeho zániku). V roce 1995 byl jmenován vedoucím Ústavu slavistiky na Filozofické fakultě Masarykovy univerzity v Brně, rok poté byl jmenován profesorem a v roce 1997 získal titul DrSc. v oboru dějiny a teorie slovanských literatur na základě práce Genologie a tvar literatury. V roce 1998 byl zvolen předsedou českého komitétu slavistů a od tohoto roku také působí jako člen Mezinárodního komitétu slavistů. Od 1994 figuruje též jako odpovědný redaktor Sborníku prací Filozofické fakulty Masarykovy univerzity.

## Dílo
Mezi významná díla Ivo Pospíšila patří například Ruská románová kronika (1983), Labyrint kroniky (1986), Rozpětí žánru (1992) či Proti proudu (1992). Přispívá do řady českých i zahraničních odborných sborníků zabývajících se rusistikou a literární teorií. Je také autorem (či spoluautorem) vysokoškolských učebnic (Úvod do studia literatury pro rusisty, Současná ruská literatura). Dále se autorsky podílel na knize Panoráma ruské literatury (1995), která se zabývá historií ruské literatury a také obsahuje překlady ruských děl do češtiny. Přispěl také ke vzniku Slovníku slovanských spisovatelů (1984) a Slovníku světových literárních děl (1988).

## Hlavní publikace
- Ruská románová kronika (Příspěvek k historii a teorii žánru) (1983)
- Labyrint kroniky. Pokus o teoretické vymezení žánru (1986)
- Ruská literárněvědná metodologie 19. a počátku 20. století (1988)
- Úvod do studia literatury pro rusisty (1991)
- Proti proudu (Studie o N. S. Leskovovi) (1992)
- Od Bachtina k Solženicynovi. Srovnávací studie (1992)
- Rozpětí žánru (1992)
- Fenomén šílenství v ruské literatuře 19. a 20. století (1995)
- René Wellek a meziválečné Československo. Ke kořenům strukturální estetiky (spoluautor: Miloš Zelenka) (1996)
- Genologie a proměny literatury (1998)
- Ruský román. Nástin utváření žánru do konce 19. století (1998)
- Na výspě Evropy: Skici a meditace k 200. výročí narození A. S. Puškina (1999)

### Překlady z angličtiny
- Brunner, John: Výheň času
- Gibson, William: Zběsilá jízda – kniha dostala Skřipeček za nekvalitní překlad[6]
- Irving, David John Cawdell: Luftwaffe: vzestup a pád. Život maršála Luftwaffe Erharda Milcha

### Překlady z ruštiny
- Berďajev, Nikolaj Alexandrovič: Duše Ruska